# تتسوجی هاشیراتانی
تتسوجی هاشیراتانی (به انگلیسی: Tetsuji Hashiratani) بازیکن فوتبال اهل ژاپن و عضو تیم ملی فوتبال ژاپن است که در تاریخ ۲۷ ژانویه ۱۹۸۸ میلادی اولین بازی ملی‌اش را انجام داد. او در ۷۲ بازی ملی حضور داشت و آخرین بازی ملی خود را در تاریخ ۲۸ اکتبر ۱۹۹۵ میلادی انجام داد. تتسوجی هاشیراتانی در بازی‌های ملی‌اش
۶ گل به ثمر رساند.